# Mia Wagner
Pour les articles homonymes, voir Wagner.
Mia Wagner, née le 25 décembre 1977 à Viborg (Danemark), est une femme d'affaires et femme politique danoise, membre de Venstre. Elle est ministre de la Numérisation et de l'Égalité entre novembre et décembre 2023 dans le gouvernement Frederiksen II.

## Biographie

### Famille et études
Mia Wagner est la fille de Morten L. Wagner, un avocat,, et de Charlotte Wagner. Elle est issue d'une fratrie de quatre enfants, dont l'entrepreneur Morten O. Wagner, candidat malheureux aux élections législatives de 2001 pour les conservateurs.
Elle est scolarisée à l'école Overlund, dans l'est de Viborg, puis au lycée du comté de Viborg. Dans sa jeunesse, elle rêve de devenir médecin légiste ; elle commence à étudier la médecine à l'université d'Odense à l'âge de 18 ans, puis elle change de voie, suivant un cursus de droit à l'université de Copenhague. Elle possède également une formation en gestion des conflits. Elle vit à Vedbæk, au nord de Copenhague, et a deux filles d'un précédent mariage.

### Carrière professionnelle et politique
Mia Wagner devient juriste dans le cabinet d'avocats de son père, Wagner Advokater, en 2003. En 2008, elle devient associée et directrice de l'entreprise. En 2017, le cabinet d'avocats ferme et Mia Wagner devient directrice du Freeway Group, également propriété de la famille Wagner. En 2020, avec Anne Stampe Olesen, elle crée la plateforme d'investissement Nordic Female Founders, qui œuvre à créer de meilleures opportunités pour les femmes entrepreneures,.
De 2018 à 2022, elle participe au programme télévisé d'investissement Løvens Hule, diffusé sur DR1.
En 2021, elle reçoit le prix de l'investisseur de l'année Nordic Women in Tech Awards.
Mia Wagner est nommé ministre de la Numérisation et de l'Égalité le 23 novembre 2023, en remplacement de Marie Bjerre,. Cependant, elle doit démissionner après seulement deux semaines pour raisons de santé ; Marie Bjerre retrouve alors ses anciennes fonctions,. Mia Wagner est la deuxième participante à l'émission Løvens Hule à devenir ministre après Tommy Ahlers.